# Рио-Сегундо
Рио-Сегундо (исп. Río Segundo, также известна под индейским названием Шанаес, Río Xanaes) — река в центральной части Аргентины, протекает по территории провинции Кордова. Длина реки — 270 км. Площадь водосборного бассейна порядка 12 000 км².
Образуется при слиянии рек Лос-Молинос и Анисакате на склонах хребта Сьерра-Гранде в 5 км к северо-западу от посёлка Деспеньядерос. Течёт в северо-восточном направлении параллельно Рио-Примеро. В низовьях от реки отделяется несколько каналов, уходящих в южном и восточном направлениях. Нижнее течение Рио-Сегундо канализировано и имеет название Плухунта.
Ширина долины реки — до 6 км, в верховьях имеются три террасы. На всём своём протяжении течёт по равнинной местности. Природные ландшафты представлены редколесьями и кустарниковыми зарослями из Prosopis alba, Prosopis nigra, Acacia caven, Schinus longifolia и Geoffroea decorticans.
Расход воды у истока составляет 14,5 м³/с. Вода в реке чистая, количество растворённых веществ значительно меньше допустимых норм.
Преобладающие виды ихтиофауны — Cnesterodon decemmaculatus, Jenynsia multidentata, крапчатый сомик и Hypostomus cordovae.
Крупнейшие населённые пункты на реке — города Рио-Сегундо, Пилар, Вилья-дель-Росарио и Арройито.